# Claridão
Claridão é o álbum de estreia do cantor e compositor capixaba Silva. Foi lançado em 9 de outubro de 2012 pelo selo SLAP da Som Livre e pela gravadora Polysom. Para a promoção do álbum, Silva disponibilizou o segundo single "Mais Cedo" no iTunes, que ficou por várias semanas no topo das músicas mais baixadas, o álbum também ficou entre os dez mais baixados do iTunes naquela semana. O álbum carrega toda a energia do jovem músico e mostra à assinatura que o artista criou em pouco tempo: Um som diferente e contemporâneo.

## Antecedentes
| Críticas profissionais | Críticas profissionais |
| Avaliações da crítica  | Avaliações da crítica  |
| Fonte                  | Avaliação              |
| ---------------------- | ---------------------- |
| AllMusic               | [ 3 ]                  |

Tudo começou no ano de 2012, quando Lúcio Silva disponibilizou na web um EP intitulado 2012 com 6 faixas. O som era tão qualificado e diferente, que logo gerou repercussão na web, todo mundo começou a comentar sobre um tal projeto musical chamado "Silva". O alcance de seu trabalho foi aumentando e o cantor realizou o segundo show de sua carreira no Sónar SP, festival de música mais de 30 mil pessoas. Ele dividiu o palco com Cee Lo Green e James Blake.
Silva é considerado uma verdadeira revelação, e com a grande visibilidade que ganhou, Silva somou mais 6 faixas inéditas com as já lançadas no EP, formando então um álbum completo, tendo assim uma sincronia perfeita.

## Faixas
| Edição padrão  |                 |                         |         |  |
| N.º            | Título          | Compositor(es)          | Duração |  |
| 1.             | "2012"          | Lúcio Silva Lucas Souza | 04:13   |  |
| 2.             | "Falando Sério" | Silva Souza             | 04:28   |  |
| 3.             | "Cansei"        | Souza                   | 03:35   |  |
| 4.             | "12 de Maio"    | Silva                   | 04:20   |  |
| 5.             | "Ventania"      | Silva Souza             | 05:40   |  |
| 6.             | "Mais Cedo"     | Silva Souza             | 04:39   |  |
| 7.             | "Claridão"      | Silva Souza             | 04:04   |  |
| 8.             | "Acidental"     | Silva Souza             | 03:50   |  |
| 9.             | "Posso"         | Silva Souza             | 02:15   |  |
| 10.            | "Imergir"       | Silva Souza             | 05:05   |  |
| 11.            | "Moletom"       | Silva Souza             | 05:26   |  |
| 12.            | "A Visita"      | Silva Souza             | 03:03   |  |
| Duração total: | Duração total:  | Duração total:          | 50:38   |  |